# Kozlov (Bochov)
Kozlov (deutsch Koßlau) ist ein Ortsteil der Gemeinde Bochov (Buchau) im Bezirk Karlsbad in Tschechien.

## Lage
Kozlov liegt etwa 5 Kilometer südlich von Bochov (Buchau). Nachbarorte sind Mirotice (Miroditz) im Westen, Pavice (Pobitz) im Nordosten, Jesínky (Gessing) und Hlineč (Lintsch) im Osten, Sovolusky (Zoboles) im Südosten, Kojšovice (Goschowitz) und Lachovice (Lachowitz) im Süden. 

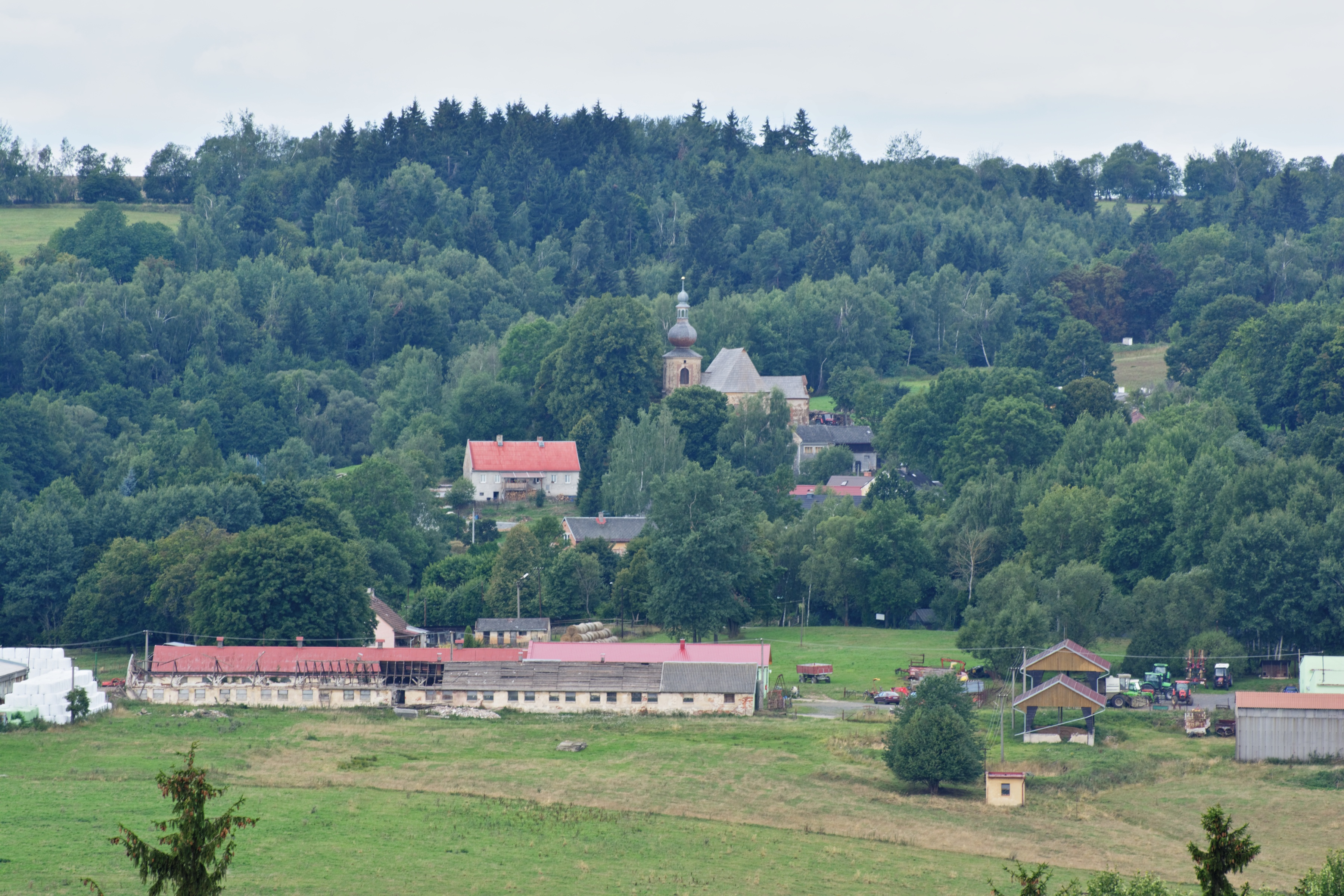
Kozlov

## Geschichte
Die erste urkundliche Erwähnung von Koßlau erfolgte 1365. 1587 starb der Besitzer des Gutes Georg Edler von Uttenhofen und 1594 Heinrich Edler von Uttenhofen. Beide wurden in der Kirche von Koßlau bestattet. Bis zum Dreißigjährigen Krieg gehörte das Gut dem Protestanten Peter Hartenberger. Nach der Schlacht am Weißen Berg 1620 gelangte des konfiszierte Gut an Adam Ferdinand Rackl von Steinsdorf, der es 1624 an Euphemia Hegner von Rößfeld verkaufte. 1642 besaß es Kaspar Franz Hegner von Rößfeld. Weitere Besitzer waren: 1669 Christoph Martin von Stampach, 1687 Maximilian Pickart Ritter von Grünthal, 1707 Franz Ferdinand Veit Pickart Ritter von Grünthal, 1744 Franz Heinrich Ritter von Trauttenberg, 1775 Franz Joseph Kager Ritter von Stampach, 1792 Elias Hoyer, 1805 Anton Hoyer Ritter von Blumenau, 1824 dessen unmündige Kinder und schließlich 1828 Ignaz Hoyer Ritter von Blumenau.
1847 zählte Koßlau 85 Häuser mit 490 Einwohnern, darunter neun Häuser mit 13 jüdischen Familien, eine Pfarrkirche, eine Pfarrei und eine Schule unter dem Patronat der Obrigkeit, ein herrschaftliches Schloss, ein Maierhof, eine Schäferei, ein Brauhaus, ein Wirtshaus und abseits eine Mühle. Unter den Gewerbstätigen befanden sich ein Bäcker, ein Fleischhauer und Bierschänker, ein Schmied, zwei Schneider, zwei Schuhmacher, neun Krämer und Hausierer. Zur Pfarrei gehörten außer Koßlau die fremden Dörfer Teltsch (Gut Teltsch), Lintsch und Zoboles (Herrschaft Udritsch), Peschkowitz, Schwinau, Miroditz, Pobitz und teilweise Lachowitz (Herrschaft Theusing). Der früher zum Maierhof gehörende Rebellenacker soll seinen Namen von der Zeit der Hussitenkriege erhalten haben. Um zu verhindern, dass sich die Einwohner den Taboriten anschließen, ließ der damalige Grundherr den wüsten Acker gegen eine großzügige Entlohnung urbar machen.
Die Patrimonialgerichtsbarkeit wurde im Kaisertum Österreich nach den Revolutionsjahren 1848/49 aufgehoben. Seit 1850 gehörte die Gemeinde zum Gerichtsbezirk Buchau und im Zuge der Trennung der politischen von der judikativen Verwaltung ab 1868 zum Bezirk Luditz. Nach dem Ersten Weltkrieg wurde Koßlau 1919 der neu geschaffenen Tschechoslowakei zugeschlagen. In Folge des Münchner Abkommens gehörte Koßlau von 1938 bis 1945 zum Landkreis Luditz, Regierungsbezirk Eger, im Reichsgau Sudetenland des Deutschen Reichs. Nach Ende des Zweiten Weltkriegs wurde die deutsche Bevölkerung in den Jahren 1945–1946 vertrieben. Die Überreste des 1938 teilweise gesprengten Schlosses wurden in den 1950er Jahren beseitigt.

## Sehenswürdigkeiten
- ehemalige Pfarrkirche Mariä Himmelfahrt, im Kern gotischer Bau aus dem 14. Jahrhundert, zu Beginn des 18. Jahrhunderts im Barockstil erweitert, in den 1970er Jahren profaniert, befindet sich heute in einem ruinösen Zustand.
- Schloss Koßlau, die mittelalterliche Festung wurde im 16. Jahrhundert in ein Renaissanceschloss umgewandelt. 1938 wurde das baufällige Schloss teilweise gesprengt und die Reste in den 1950er Jahren beseitigt.